# Lokomotiva Big Boy
Lokomotiva tipa 4000 železnice Union Pacific, z vzdevkom Big Boy (slovensko Veliki deček) je razred lokomotiv, ki jih štejemo za ene izmed največjih in najmočnejših parnih lokomotiv, kar so jih kdaj izdelali. Lokomotiva je izdelek tovarne ALCO, vozile pa so za železniško družbo Union Pacific. 
Lokomotiv tipa 4000 je bilo izdelanih 25, prvih 20 leta 1941, ostalih 5 pa 1944. To so bile ogromne lokomotive s kolesno razporeditvijo 4-8-8-4 po Whytovem sistemu. Gre za sklepno lokomotivo, pri kateri je drugi komplet pogonskih koles pritrjen na šasijo, vodilni voziček, prvi komplet pogonskih osi ter podstavni vozicek pod kuriščem pa se lahko prosto premikajo levo in desno, kar zelo dolgi lokomotivi omogoča vožnjo skozi ovinek. Dolge so bile več kot 40 metrov, visoke 5 metrov, tehtale pa so kar 534 ton. Veliki deček je imel 7000 konjskih moči, pri hitrosti 41 milj na uro pa 6300, proizvedel 609.000 kN vlečne moči ter je lahko vozil s hitrostjo do 129 km/h. Odvisno od obremenitve je v eni uri lahko porabil 10 ton premoga (v kotel polnjen z mehanskim polžem) in 2500 litrov vode. Lokomotive Veliki deček so po glavnih progah železnice Union Pacific, predvsem v hribovitih obmocjih, vozile težke ter hitre tovorne vlake vse do leta 1962, ko so jih dokončno zamenjale dizelske lokomotive. Lokomotive Veliki deček so med drugo svetovno vojno vozile vojake in vojaški material. Kompozicije, ki so jih vlekle, so bile težke tudi do 3000 ton.